# Nikołaj Gjaurow
Nikołaj Gjaurow, bułg. Николай Гяуров (ur. 13 września 1929 w Welingradzie, zm. 2 czerwca 2004 w Modenie) – śpiewak (bas) pochodzenia bułgarskiego, od 1985 obywatel austriacki.
Występował w najważniejszych teatrach operowych świata (Opera Wiedeńska, La Scala, Metropolitan Opera), do jego czołowych kreacji operowych należą: rola tytułowa w Don Giovannim W.A. Mozarta, króla Filipa II w Don Carlosie G. Verdiego, Mefistofelesa w Fauście Ch. Gounoda, rola tytułowa w Borysie Godunowie M. Musorgskiego. Był niezrównanym wykonawcą oper z repertuaru włoskiego, szczególnie G. Verdiego, francuskiego oraz rosyjskiego.
Odznaczony m.in. bułgarskim Orderem Stara Płanina i Medalem „XIII wieków Bułgarii” (1989) oraz francuskim Orderem Sztuki i Literatury. W 1989 otrzymał tytuł honorowego artysty Opery Wiedeńskiej.
Jego drugą żoną była włoska sopranistka Mirella Freni. Z pierwszego małżeństwa miał syna Vladimira, dyrygenta.